# 尾崎山
尾崎山（おざきやま）は、愛知県名古屋市緑区の町名。現行行政地名は尾崎山一丁目及び尾崎山二丁目。住居表示未実施。

## 地理
名古屋市緑区の東部に位置し、東に砂田と八つ松と鎌倉台、西と北に鳥澄、南に鳴海町と接する。現在はほとんどが新興住宅地であり、一部でブドウ栽培が行われているのだという。

### 河川
- 扇川

## 歴史

### 町名の由来
鳴海町の小字名「尾崎山（おさきやま）」による。字名は、尾根が目立つことからこの名がついたという。古くは「尾崎ヶ根（おさきがね）」と呼ばれていた。「尾崎ヶ根」とは尾根の先の意である。「尾」に「小」の字をあてる例も見られ、『寛文村々覚書』には「小崎ヶ根山（おさきがねやま）」との記載が見られる。江戸時代中期、すなわち正徳年間から延享年間の間に「尾崎ヶ根」から「尾崎山」に改称されたとされる。

### 行政区画の沿革
1990年（平成2年）12月2日 - 鳴海町の一部より尾崎山一丁目、二丁目が成立。

## 世帯数と人口
2019年（平成31年）3月1日現在の世帯数と人口は以下の通りである。
| 丁目         | 世帯数  | 人口    |
| ------------ | ------- | ------- |
| 尾崎山一丁目 | 307世帯 | 682人   |
| 尾崎山二丁目 | 372世帯 | 875人   |
| 計           | 679世帯 | 1,557人 |

### 人口の変遷
国勢調査による人口の推移
| 1995年（平成7年）  | 1,567人 | [ 9 ]  |  |
| 2000年（平成12年） | 1,590人 | [ 10 ] |  |
| 2005年（平成17年） | 1,533人 | [ 11 ] |  |
| 2010年（平成22年） | 1,585人 | [ 12 ] |  |
| 2015年（平成27年） | 1,481人 | [ 13 ] |  |

## 学区
市立小・中学校に通う場合、学校等は以下の通りとなる。また、公立高等学校に通う場合の学区は以下の通りとなる。
| 丁目         | 番・番地等 | 小学校               | 中学校               | 高等学校 |
| ------------ | ---------- | -------------------- | -------------------- | -------- |
| 尾崎山一丁目 | 全域       | 名古屋市立相原小学校 | 名古屋市立鳴海中学校 | 尾張学区 |
| 尾崎山二丁目 | 全域       | 名古屋市立東丘小学校 | 名古屋市立東陵中学校 | 尾張学区 |

## その他

### 日本郵便
- 郵便番号 : 458-0024[3]（集配局：緑郵便局[16]）。